# Pamendanga distanti
Pamendanga distanti är en insektsart som beskrevs av Frederick Arthur Godfrey Muir 1918. Pamendanga distanti ingår i släktet Pamendanga och familjen Derbidae. Inga underarter finns listade i Catalogue of Life.